# Vienna Challenger 1988
Il Vienna Challenger 1988 è stato un torneo di tennis facente parte della categoria ATP Challenger Series nell'ambito dell'ATP Challenger Series 1988. Il torneo si è giocato a Vienna in Austria dal 22 al 28 febbraio 1988 su campi in sintetico indoor.

## Vincitori

### Singolare
Omar Camporese ha battuto in finale  Wojciech Kowalski con il punteggio di 7–6, 2–6, 6–2

### Doppio
Mark Basham /  Charles Beckman hanno battuto in finale  Thomas Muster /  Michael Oberleitner con il punteggio di 6–3, 3–6, 6–3